# Aksehældning
Aksehældningen (inklinationen af ækvator på ekliptikas plan) er vinklen mellem et himmellegemes rotationsakse og omløbsplanens normalvektor (den vinkelrette akse til omløbsplanen). Jordens nuværende aksehældning er ca. 23,45°, og er skyld i årstiderne. Indenfor en Milanković-cyklus på 41.000 år ændrer aksehældningen sig mellem 21,8° og 24,4°, kaldet nutation. Nordlige og sydlige breddegrader omkring 65° er meget følsomme overfor ændringer i solindstrålingen, og ændringerne i aksehældningen korrelerer med stadialer (isfremstød) og interstadialer (isretræter) i de pleistocæne istider. 21,8° giver øget vækst af iskapperne, og 24,4° giver øget afsmeltning af iskapperne, forudsat at de to andre Milanković-cykler er gunstige.
.
En mindre nutation har perioden 18,6 år og ændrer aksehældningen 9,6 buesekunder. Det er en faktor der skal tages hensyn til, når der foretages præcise målinger af stjerner (astrometri). Denne nutation skyldes at Månens baneplan hælder 5,2° i forhold til Jordens baneplan.

## Andre planeters aksehældninger
Jupiters aksehældning er kun 3,12°, mens Uranus nærmest ligger ned med en aksehældning på 97,9°
Da Venus' rotation er retrograd, er Venus' aksehældning 177,3°, og ikke 2,6°.